# Матвеєв Олександр Іванович
Олекса́ндр Іва́нович Матве́єв (1952—1974) — український міліціонер.

## Життєпис
Народився 1952 року в Старопетрівці, де здобув середню освіту, пройшов строкову службу в радянській армії. Демобілізувавшись, прийшов в органи внутрішніх справ на посаду міліціонера Бердянського міськвідділу міліції. Розкривав злочини, затримував порушників. За кілька років пройшов шлях від рядового до командира відділення.
З листопада 1974 року до Бердянського міськвідділу міліції надійшло повідомлення, що на вулицях міста поблизу морського порту стріляють. Олександр Матвеєв у складі групи виїхав на місце надзвичайної події, де з'ясувалося, що озброєний автоматом молодик стріляє по перехожих та по вікнах будинків. Задля його затримання міліціонери були змушені застосувати зброю. Старшина міліції Олександр Матвеєв одним з перших почав переслідувати злочинця, під час перестрілки зазнав смертельного поранення. Злочинець встиг убити 10 та поранити 11 людей.
В останню дорогу проводило два села. Без Олександра лишилися мама Катерина Овсіївна та брат.
Посмертно нагороджений орденом Червоної Зірки, знаком ЦК ВЛКСМ «Воїнська звитяга»
Одна з вулиць Бердянська 1974 року названа на його честь, також в Старопетрівці.
З 1999 року бердянська школа № 13 носить його ім'я.